# Peumus boldus
Il boldo (Peumus boldus Molina) è una pianta sempreverde della famiglia Monimiaceae, endemica del Cile. È l'unica specie nota del genere Peumus.

## Descrizione
Albero dioico sempreverde, che non supera i 5 m di altezza. Ha foglie opposte, coriacee e ovali di colore verde opaco, che presentano un picciolo molto breve. I fiori maschili e femminili sono in genere bianchi, riuniti in infiorescenze terminali. Produce frutti nel periodo che intercorre fra dicembre e febbraio caratterizzati dal grande contenuto di zuccheri e quindi dal gusto molto dolce.

## Distribuzione e habitat
Originaria del Cile centrale e meridionale, si è diffusa in molte altre zone del continente sudamericano ed è stata introdotta anche in Europa e nell'Africa del Nord.

## Usi
Le foglie hanno un forte aroma di legno e sono utilizzate, in America del sud, per preparare infusi, soprattutto in Cile, Paraguay, Argentina, 
Uruguay e Brasile viene utilizzata come erba per il tè.
Come erba medicinale il Boldo è considerato un colagogo, atto a facilitare la produzione biliare, per lo stesso motivo esercita una blanda funzione lassativa; inoltre viene usato come antiemetico e componente per liquori digestivi.
La droga è contenuta nelle foglie e contiene un olio essenziale costituito da: monoterpeni, flavonoidi e alcaloidi (il principale è la boldina). 
In Cile è usato spesso con il yerba mate per mitigarne il forte sapore.
Sempre in Cile, molti anni fa, gli studiosi notarono che le capre che si nutrivano delle sue foglie, non andavano incontro a malattie del fegato; vennero sviluppati vari studi a tal proposito che arrivarono alla conclusione che poteva essere utilizzata con successo nelle affezioni epatiche.
Le modalità di preparazione sono varie, tra le quali l'infuso, la tintura, e soprattutto il decotto da abbinarsi ad altre piante quali il cardo mariano, l'ortica e la fumaria.

## Tossicità
Alcune ricerche condotte nel 2009 suggeriscono che gli oli essenziali della pianta contengono alcaloidi tossici.